# Rocha cristalina
Rochas cristalinas são rochas constituídas por minerais cristalinos, sendo um termo geral e inexato aplicado a rochas ígneas e metamórficas em oposição às rochas sedimentares.